# شهرستان امریتسار
بخش امریتسار (به انگلیسی: Amritsar district) یک بخش در هند است که در پنجاب (هند) واقع شده‌است.

## خصوصیات
شهرستان امریتسار ۵٬۰۵۶ کیلومترمربع مساحت و ۲٬۴۹۰٬۸۹۱ نفر جمعیت دارد.